# Flynas
Flynas (Arabisch: طيران ناس, Ṭayarān Nās) is een lagekostenluchtvaartmaatschappij uit Saudi-Arabië. Ze werd opgericht in 2007 en heette oorspronkelijk Nas Air. Het was de eerste lagekostenmaatschappij in het koninkrijk. De thuisbasis is King Khalid International Airport in Riyad.
In november 2013 werd de naam gewijzigd in flynas (zonder hoofdletter). Het bedrijfsconcept werd omgevormd naar een hybried model, waarbij er ook businessclass-plaatsen worden aangeboden. Zelf noemt flynas dit een low-cost carrier with added value (LCC+). Hoofdaandeelhouder (in 2014) in flynas is de National Airline Services Holding.
De maatschappij vliegt op bestemmingen in het binnenland en in het Midden-Oosten, Noord-Afrika, Azië en Europa (Turkije en het Verenigd Koninkrijk). Anno 2014 bestaat de vloot uit 24 Airbus A320-toestellen. Zes Embraer 190s werden uit dienst genomen. Voor langeafstandsvluchten en tijdens de drukke hadj worden extra toestellen geleased, waaronder Airbus A330 en Boeing 767. In 2014 leasede flynas een Airbus A330 die daarvoor bij de Belgische Luchtmacht en nog vroeger bij Sabena had gevlogen.